# Antoni Serra i Pàmies
Antoni Serra i Pàmies (Valls, 26 de maig de 1859 - Reus, 1929) fou un comerciant i polític català.

## Biografia
Fill de Joan Serra i Carreras i de Josepa Pamies i Bella. Era de família humil i treballant es va pagar els estudis de farmàcia que va acabar amb 19 anys. Es va establir a Valls però als pocs mesos va decidir establir-se a Reus i va obrir una farmàcia al carrer de Singles (avui carrer de les Galanes), més tard traslladada a la casa Fàbregas, al final del Raval de Santa Anna cantonada amb la plaça de Catalunya, una farmàcia que encara existeix amb un altre nom: Farmàcia Serra del doctor Ornosa. Pau Ornosa, farmacèutic militar que va ser alcalde de Reus, la va heretar del seu oncle Antoni Serra.

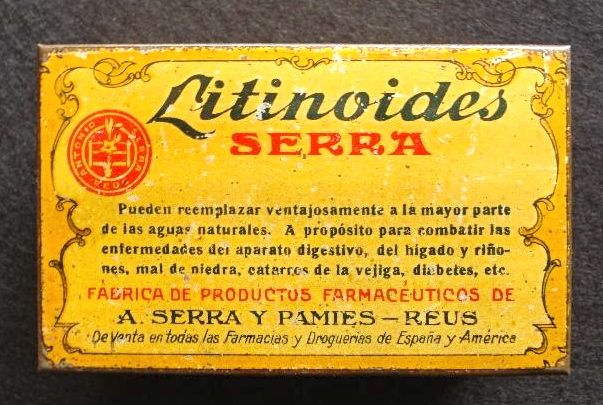
Capsa metàl·lica de "Litinoides Serra", un dels productes fabricats per Antoni Serra i Pàmies

El negoci era rendible i va obrir els Laboratoris Serra al carrer del Doctor Robert i després a la carretera de Castellvell en un xalet modernista conegut com el Xalet Serra, on es fabricaven medicaments. Els més coneguts van ser: el tònic "Enofosforina", l'analgèsic "Hipsedan", que també era hipnòtic, i no mancava en cap hospital, el "Formitrol", un antisèptic de la gola i la coneguda beguda efervescent "Litinoides Serra", molt econòmica, fàcil de preparar i que substituïa gasoses i sifons en els menjars familiars. Als Laboratoris Serra hi va treballar com a director de laboratori Francesc Font de Rubinat, farmacèutic i germà del bibliòfil Pau Font de Rubinat, amb qui es portava 23 anys. Com a conseqüència de la Primera Guerra Mundial, els laboratoris van tenir una forta embranzida que durà fins a finals dels anys 20. Fou regidor de l'Ajuntament i membre de la Diputació, on va demanar, sense èxit, l'ús de la llengua pròpia en les sessions de l'entitat. Col·laborà als periòdics catalanistes locals Lo Somatent i La Veu del Camp i va ser un dels impulsors de l'aliança dels catalanistes amb els liberals per fer fora de l'ajuntament el govern conservador. El 1896, degut a la guerra d'Independència de Cuba, a tot el país s'organitzaven manifestacions de protesta per tal d'evitar l'embarcament de tropes cap a Cuba. A Reus, els republicans van organitzar diverses vetllades i partits de pilota per recollir diners per les famílies dels soldats. Però Antoni Serra, que llavors era president de l'Associació Catalanista, proposà redimir en metàl·lic tots els joves reusencs que entressin en quintes mentre durés la guerra. Va parlar amb presidents d'altres societats reusenques per tal d'augmentar lleugerament les quotes dels socis per a aquesta finalitat. La idea va ser ben acollida i s'hi va implicar fins i tot l'ajuntament. Malgrat tot, la iniciativa no va reeixir i Serra va abandonar tota activitat política pública. Va ser president del Centre de Lectura i amb Evarist Fàbregas i Pàmies va avalar l'entitat amb alguns crèdits i va ajudar a ampliar les dependències de la institució. Al final de la seva vida es va mig retirar del negoci farmacèutic i va viatjar per tot Europa.